# Guaro (gentilicio)
El español guaro (también llamado habla guara o guarilandés) es una variedad dialectal del español venezolano hablado principalmente en el estado Lara y en zonas aledañas de Yaracuy y Portuguesa, en Venezuela. El término "guaro" también se utiliza, de manera coloquial, como gentilicio para los habitantes de esta región, en especial, los de Barquisimeto.
Más allá de esto, "guaro" es una expresión coloquial que une a los larenses, cargada de afecto y camaradería. Frases como "Sie cará" y "Naguará" son emblemáticas de esta identidad regional. En la actualidad, el apelativo "guaro" se considera un reconocimiento a una personalidad extrovertida y jovial.

## Origen del término "guaro"
El origen del término "guaro" como gentilicio es incierto, y existen varias teorías:
- Ave local: Una teoría popular sugiere que proviene del nombre de un ave local, una especie de loro pequeño y ruidoso, que ya no existe en la región.[2][3] Sin embargo, esta teoría carece de respaldo documental sólido.
- "Na' Guará": Otra teoría lo relaciona con la expresión local "Na' Guará", que se utiliza para expresar sorpresa, admiración o exageración.
- Derivado de "guaral": Una hipótesis sugiere que el término deriva de "guaral", un tipo de cuerda o rejo, posiblemente relacionado con el transporte de mercancías o el trabajo con ganado.
- Influencia centroamericana: Existe la teoría de que la expresión se deriva de los comerciantes tocuyanos y sus viajes a otras regiones de la provincia de Venezuela, como el Reino de la Nueva Granada.[4]

Es importante destacar que *ninguna* de estas teorías tiene una base documental sólida y comprobada. Se necesitan más investigaciones lingüísticas e históricas para determinar el origen exacto del término.

## Características del español guaro
El español guaro presenta algunas particularidades fonéticas, léxicas y morfosintácticas que lo distinguen de otras variedades del español venezolano:
- Aspiración o elisión de la /s/ final: Es común la aspiración (pronunciación como una "j" suave) o la elisión completa de la /s/ al final de sílaba o palabra (ej. "loj perro" en lugar de "los perros").
- Uso de "Na' Guará": Esta expresión, de origen incierto, se utiliza con frecuencia para expresar sorpresa, admiración, disgusto, o como muletilla.
- Uso de "éjm": En el habla informal, se puede encontrar la sustitución del sonido /s/ por una nasalización al final de la sílaba, especialmente en verbos en segunda persona del singular (ej. "tú hablájm" en lugar de "tú hablas").
- Repetición del verbo "ser": En algunas construcciones, se repite el verbo "ser", a menudo con una connotación enfática o despectiva (ej. "¿Y fuiste tú, fue?").
- Doble uso del "ya": Se puede encontrar una reduplicación del adverbio "ya" en construcciones que se refieren a acciones pasadas (ej. "Ya comí ya").
- Léxico particular: Existen algunas palabras y expresiones propias del habla guara, aunque muchas de ellas son compartidas con otras regiones de Venezuela o son de uso coloquial general.

Es importante señalar que estas características son más frecuentes en el habla informal y que no todos los hablantes de la región las utilizan de la misma manera. Además, el español guaro, como cualquier dialecto, está en constante evolución.
El español guaro comparte muchas características con el español venezolano en general, y se considera parte del dialecto centro-occidental. Se diferencia del español caroreño, hablado en la zona de Carora, que presenta sus propias particularidades.